# Jean-François i el sentit de la vida
Jean-François i el sentit de la vida è un film del 2018 diretto da Sergi Portabella.

## Trama
Francesc è un ragazzo solitario di tredici anni che per caso a scuola trova il libro Il mito di Sisifo di Albert Camus. Rimasto affascinato dalle idee del filosofo, Francesc decide di diventare un esistenzialista ed inizia a chiamarsi Jean-François. Ignorando che Camus sia morto da oltre cinquant'anni, il ragazzo decide di partire per Parigi per incontrarlo. Lo accompagnerà nel viaggio Lluna, ragazza diciassettenne decisa a voler rincontrare Philippe, il ragazzo francese con cui ha avuto un'avventura l'estate precedente.

## Riconoscimenti
- 2018 - FIC-CAT Festival Internacional de Cinema en Català Costa Daurada
  - Migliori Locations
- 2018 - Toulouse Cinespaña
  - Miglior regia a Sergi Portabella
  - Miglior colonna sonora a Gerard Pastor
  - Nomination Violette d'Or a Sergi Portabella
- 2019 - Premio Gaudí
  - Nomination Miglior colonna sonora originale a Gerard Pastor
  - Nomination Miglior film in lingua catalana a Sergi Portabella